# Eschenbach LU
| LU ist das Kürzel für den Kanton Luzern in der Schweiz. Es wird verwendet, um Verwechslungen mit anderen Einträgen des Namens Eschenbach zu vermeiden. |

Eschenbach ist eine politische Gemeinde im Wahlkreis Hochdorf des Kantons Luzern in der Schweiz.

## Geographie
Die Gemeinde liegt 9 km nördlich von Luzern auf einer Geländeschwelle zwischen Reusstal und Seetal. Neben dem Dorf gehören zahlreiche Häusergruppen und Einzelgehöfte zur Gemeinde.
Die Nachbargemeinden sind Ballwil, Buchrain, Emmen, Hochdorf, Inwil, Rain und Rothenburg.

## Bevölkerung
Die Bevölkerung wuchs nach einem Tiefststand von 790 Einwohnern im Jahre 1816 bis 1850 rasch an (1816–1850: +55,6 %). Danach stagnierte sie bis 1900 bei etwa 1200 Einwohnern. Bis Mitte des 20. Jahrhunderts erfolgte ein stetes, langsames Wachstum (1850–1950: +34,7 %). Bis zur Jahrtausendwende wuchs die Einwohnerzahl stark an (1950–2000: +72,3 %). Seither setzt sich das Bevölkerungswachstum bis heute mässig fort (2000–2020: +28,8 %).
Quellen: 1798–1837: Helvetische und kantonale Volkszählungen; 1850–1980 Volkszählungsergebnisse, 1981–2010 ESPOP, seit 2011 STATPOP

### Sprachen
Die Bevölkerung spricht eine hochalemannische Mundart. Bei der letzten Volkszählung im Jahr 2000 gaben 94,91 % Deutsch, 1,52 % Albanisch und 0,81 % Italienisch als Hauptsprache/Alltagssprache an.

### Religionen – Konfessionen
Früher bestand die gesamte Bevölkerung aus Römisch-Katholiken. 2000 gab es 80,55 % römisch-katholische, 8,60 % evangelisch-reformierte und 0,98 % orthodoxe Christen. Daneben gibt es 3,57 % Konfessionslose und 2,73 % Muslime. Die Muslime sind meist Albaner und Bosniaken, die Orthodoxen Serben und Montenegriner.

### Herkunft – Nationalität
Ende 2020 zählte die Gemeinde 3677 Einwohner. Davon waren 3274 Schweizer Staatsangehörige und 403 (= 11,0 %) Menschen anderer Staatsangehörigkeit. Die grössten Zuwanderergruppen kommen aus Deutschland (98 Menschen), Italien (55), dem Kosovo (47), Portugal (29), Polen (23), Österreich (16), Serbien (12) und Spanien (11).

## Geschichte

Luftbild (1970)

Erste sichere Erwähnung im Güterrodel der Fraumünsterabtei Zürich unter dem Namen „Eskinpah“ im Jahr 924. Vorherige Erwähnungen können nicht sicher belegt werden. Die Gemeinde war bis 1309 ein Lehen der Freiherren von Eschenbach. Da sich Walter IV. aus diesem Geschlecht am Mord an König Albrecht beteiligte, wurde sein Besitz von den Habsburgern übernommen und gehörte bis 1385 zu ihrem Amt Rothenburg. Die Gemeinde fiel in diesem Jahr an die expandierende Stadt Luzern, wo sie bis 1798 als Teil der Landvogtei Rothenburg verblieb. Danach gehörte sie bis 1803 zum Distrikt Hochdorf, von da an zum damals neu geschaffenen Amt Hochdorf.
Nördlich des Dorfes liegt der Park Erlebnis Eiszeit, wo 2006 ein gut erhaltener grosser Mammutzahn gefunden wurde.

## Politik

### Gemeinderat
Der Gemeinderat Eschenbach besteht aus fünf Mitgliedern. Seit der Neuwahl der Gemeinderäte im März 2020 und Nachwahlen am 11. Mai 2023 ist er wie folgt aufgestellt:
- Nicole Lüthy-Widmer (Die Mitte): Gemeindepräsidentin (seit 1. September 2023)[9]
- Markus Kronenberg (Die Mitte): Gemeindeammann
- Pia Rüttimann-Troxler (Die Mitte): Sozialvorsteherin
- Benno Fleischli (FDP)
- Ruth Stocker-Limacher (FDP) (seit 1. Juni 2023)[10]

Gemeindeschreiber ist Roland Studer.

### Kantonsratswahlen
Bei den Kantonsratswahlen 2023 des Kantons Luzern betrugen die Wähleranteile in Eschenbach: Mitte 37,46 %, SVP 21,55 %, FDP 18,68 %, SP (mit JUSO) 8,81 %, glp 7,74 % und Grüne (mit JG) 5,75 %.

### Nationalratswahlen
Bei den Schweizer Parlamentswahlen 2023 betrugen die Wähleranteile in Eschenbach: Die Mitte 38,9 %, SVP 23,5 %, FDP 16,3 %, SP 7,3 %, glp 6,1 %, GPS 4,8 % und übrige 3,1 %.

## Verkehr
Eschenbach verfügt über eine eigene Bahnstation an der Bahnlinie Luzern-Lenzburg (im Volksmund Seetalbahn genannt) und ist daher gut ins Netz des öffentlichen Verkehrs eingebunden. Zudem verkehrt von Montag bis Freitag ein Pendlerschnellbus zum Bahnhof in Rotkreuz (ZG).
Das Dorf liegt wie der Weiler Blatten an der Hauptstrasse Luzern-Lenzburg. Der Ortsteil Bründlen liegt an der Hauptstrasse Eschenbach-Sempach, der Weiler Mettlen an der Strasse Emmen-Inwil, der Weiler Höndlen an der Strasse Eschenbach-Inwil und die beiden Weiler Öggenringen und Herrendingen abseits von Hauptstrassen.
Die nächstgelegenen Autobahnanschlüsse sind Buchrain an der A14 in 4 km, Gisikon an der A14 in 7 km und Emmen-Süd an der A2 in 8 km Entfernung.

## Kloster Eschenbach
In Eschenbach besteht ein Kloster des Ordens der Zisterzienserinnen, das Kloster Eschenbach.

## Städtepartnerschaft
Seit 1989 ist Eschenbach mit der deutschen Stadt Eschenbach in der Oberpfalz (Bayern) verschwistert.

## Bilder

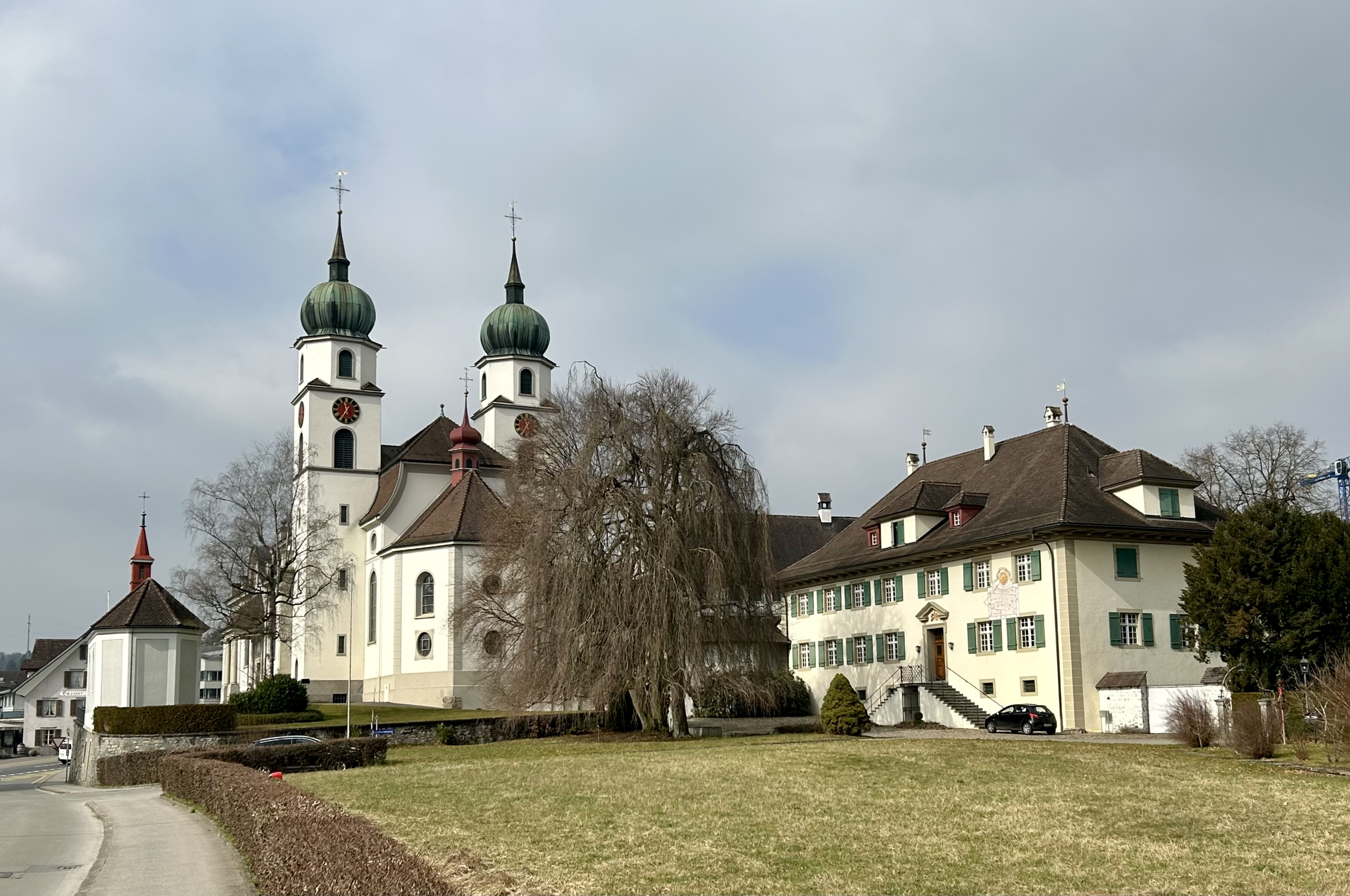
Katholische Pfarrkirche Eschenbach
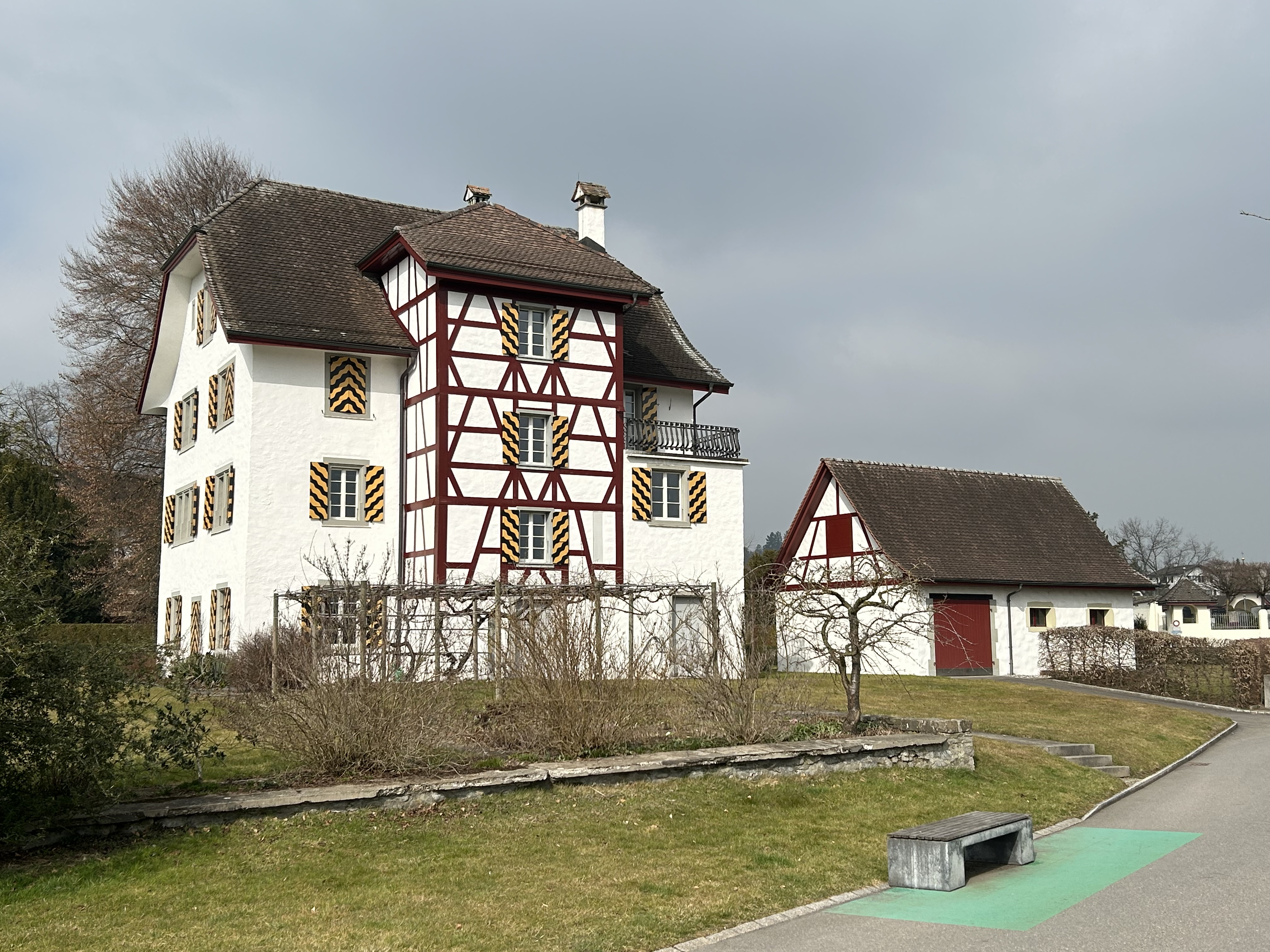
Pfarrhaus
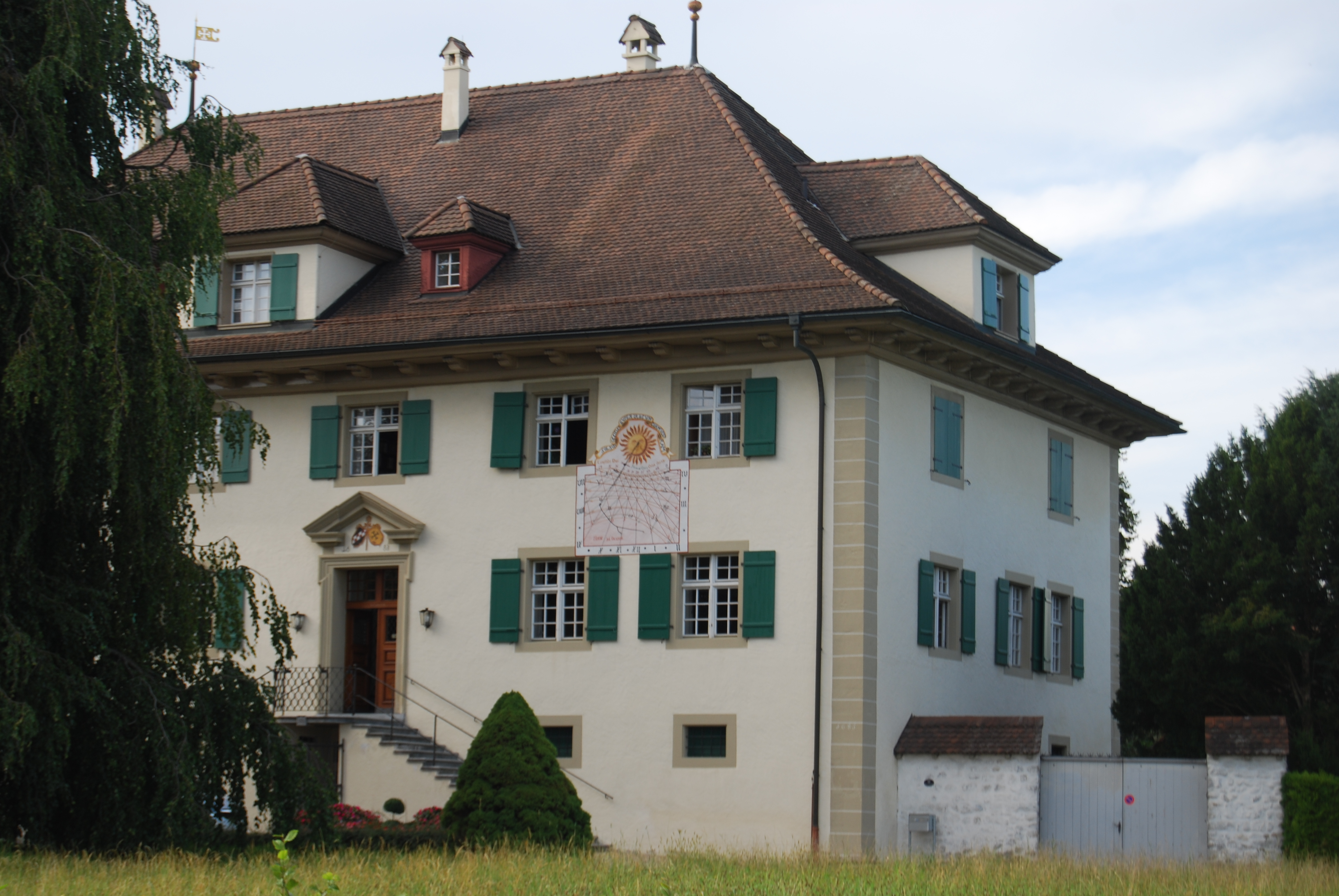
Gästehaus des Klosters mit Sonnenuhr
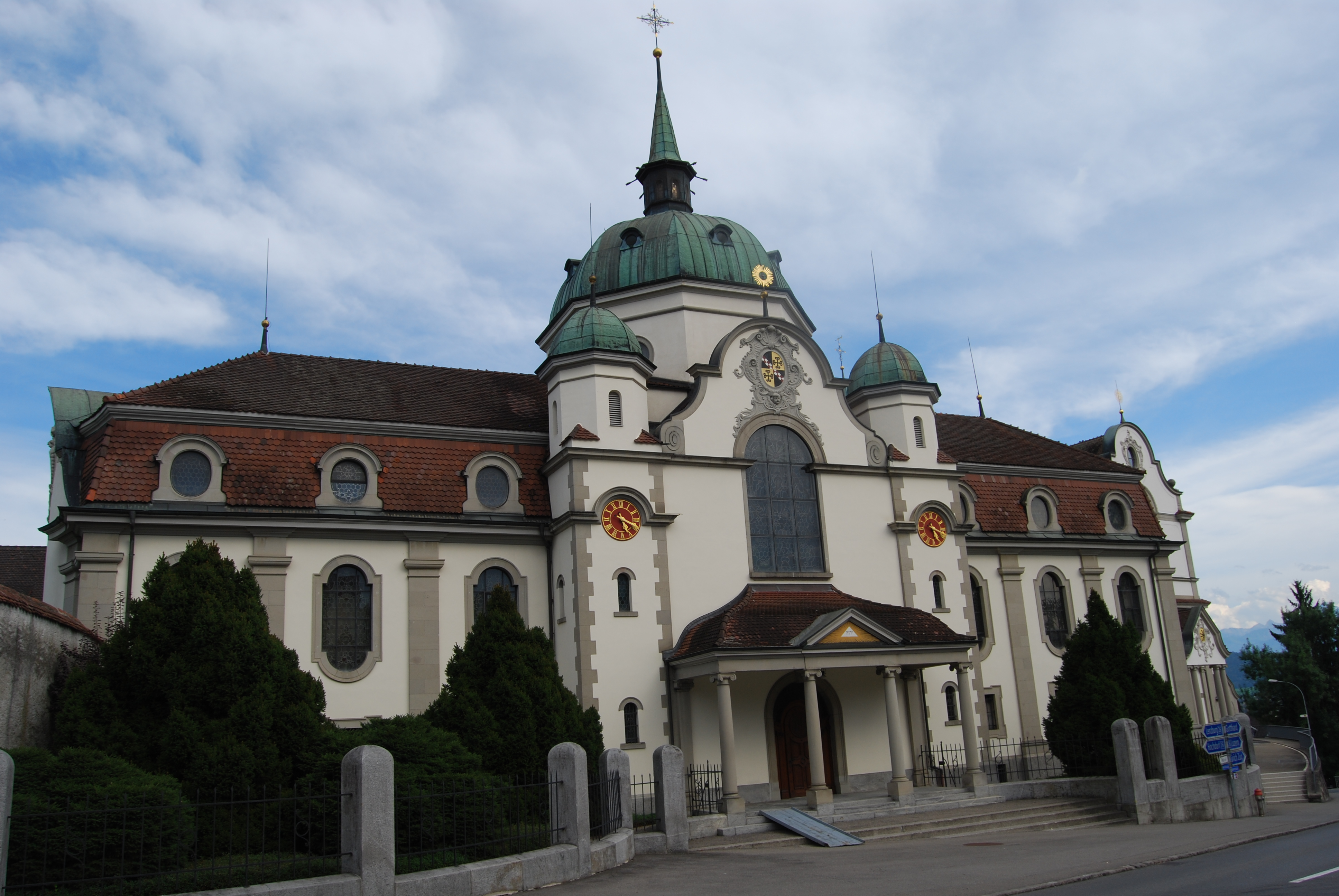
Klosterkirche
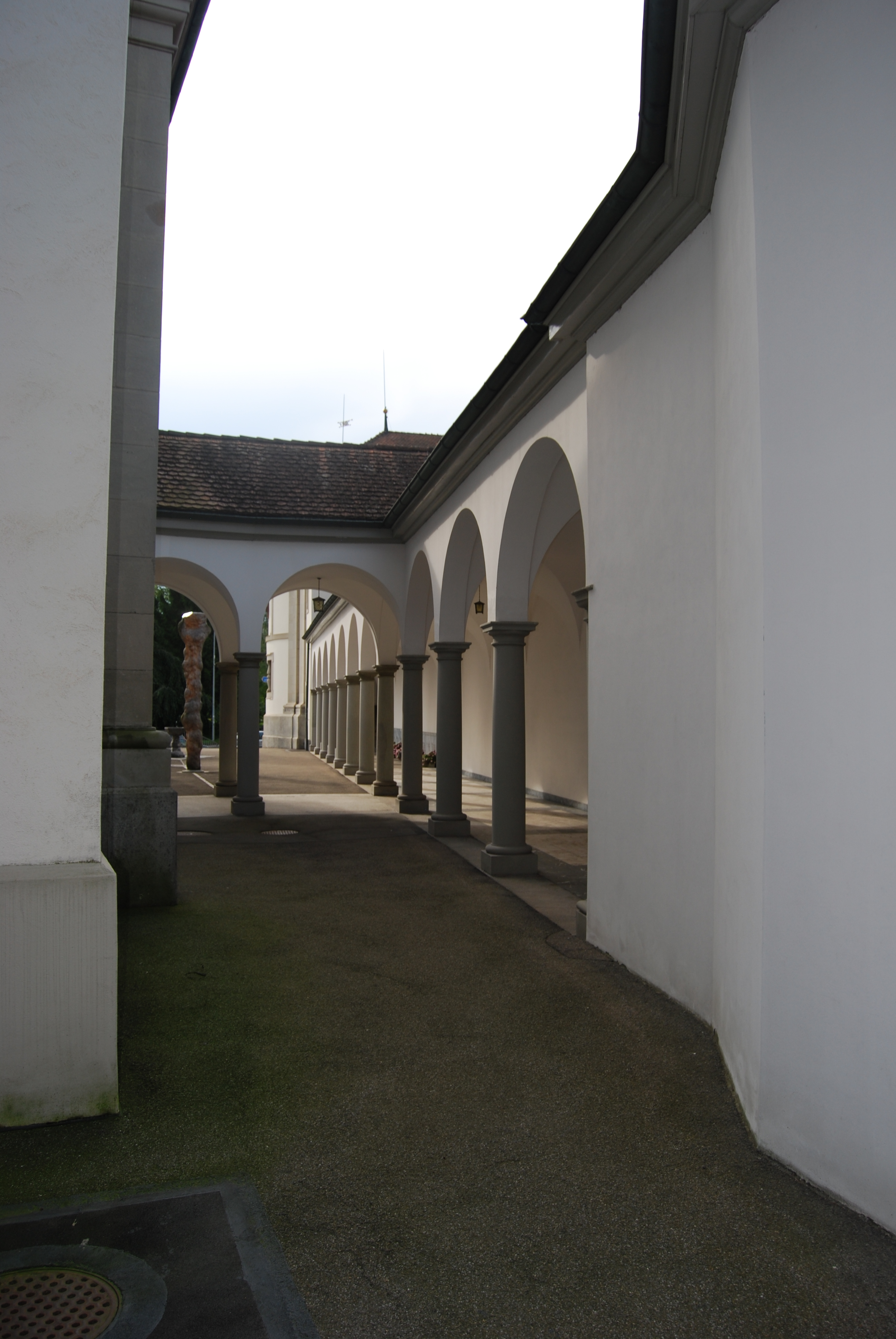
Kreuzgang des Klosters
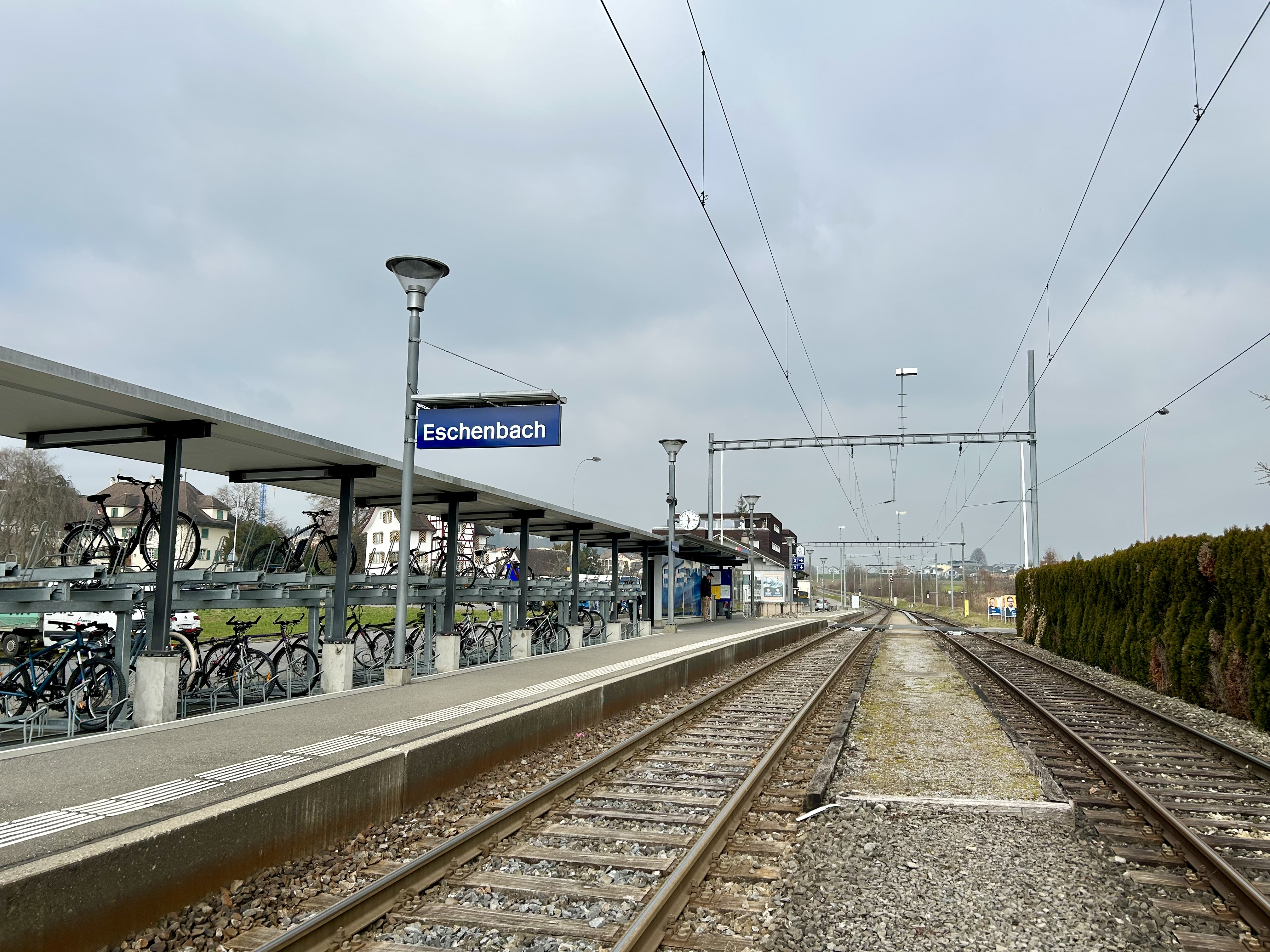
Bahnhof der Seetalbahn